# Homme autonome
Albums de Damien Robitaille
L'Homme qui me ressemble
(2006) Omniprésent
(2012)
Homme autonome est le troisième album de l'auteur-compositeur-interprète franco-ontarien Damien Robitaille publié le 8 septembre 2009 sur le label québécois Audiogram. L'album et son auteur remportent de nombreux prix de chanson francophone en Ontario ainsi que le prix Félix-Leclerc de la chanson au Québec en 2010.

## Historique
Selon Damien Robitaille cet album, écrit et composé à Montréal, est principalement influencé par les « musiques sud-américaines, soul, funk, rocksteady » qu'il a écoutées et est le fruit des conseils de création de Robert Léger et de Luc De Larochelière. Habitué des jeux de mots dans les titres, c'est le deuxième album d'une trilogie utilisant le mot Homme avec l'album précédent et le suivant,.
Le premier single de l'album, Mot de passe, sort en juin 2009. Cependant, c'est la chanson titre Homme autonome qui reçoit le plus grand succès du public. Elle cloturera, dans une scène de danse familiale joyeuse, la fin du neuvième épisode, intitulé Prendre une pause, de la deuxième saison de la série télévisée Les Beaux Malaises de Martin Matte diffusée en 2015.

## Liste des titres de l'album
1. Homme autonome – 4 min 05 s
2. On est né nu – 3 min 35 s
3. Mot de passe – 3 min 25 s
4. Casse-tête – 3 min 29 s
5. Mon nom – 4 min 03 s
6. L'Ermite dans la ville – 2 min 55 s
7. Jésus nous a dit – 3 min 52 s
8. Avant que vienne l'avalanche – 3 min 04 s
9. Le Touriste du temps – 4 min 32 s
10. Un jour, ton jour viendra 3 min 14 s
11. Y a-t-il quelqu'un ? – 3 min 04 s
12. Plein d'amour – 3 min 19 s

## Musiciens

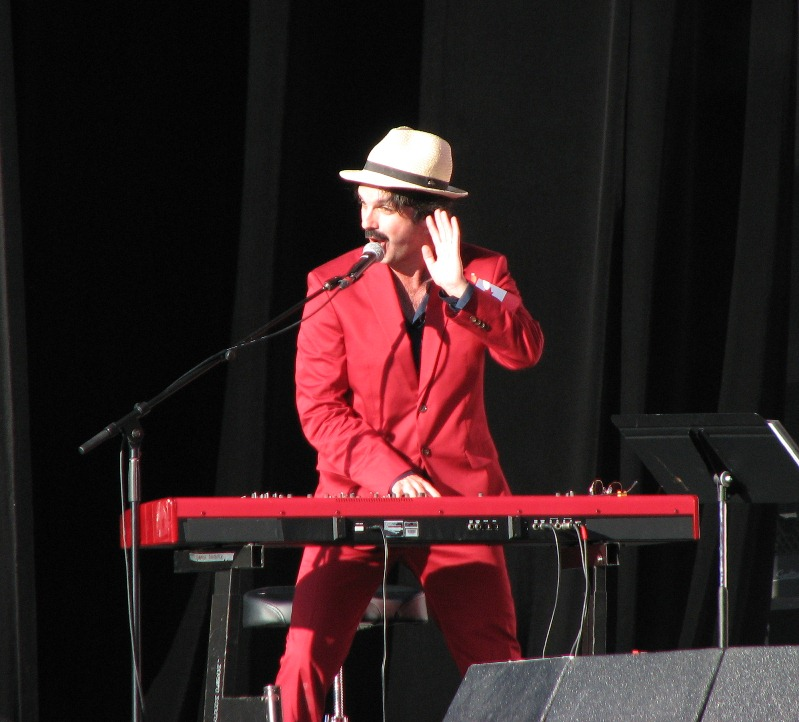
Damien Robitaille durant la tournée dHomme autonome.

## Accueil de la critique
L'album est bien accueilli par la critique, La Presse notant sa forme qui « fait kitsch, années 1960 et 1970 » et Le Devoir souligne le « décalage contrôlé et [la] naïveté chevillée au corps » d'un artiste « irrésistible, mais demeur[ant] insaisissable », y voyant une expression de la « singulière planète Damien qui tourne autour d'elle-même au lieu d'autour du Soleil » pour finalement le classer à la sixième place des dix meilleurs albums de l'année 2009. Rétrospectivement, Le Devoir rappelle, en 2017, le caractère « party rétro seventies » de l'album qui pour le journal québécois reste « le plus connu » de l'artiste.
Le mensuel Voir, s'il reconnait le « côté givré » d'Homme autonome, note en revanche que « les musiques entraînantes et festives de l’album cachent souvent une certaine mélancolie, des chansons où le thème de la solitude revient plusieurs fois ».

## Distinctions
- Prix Félix-Leclerc de la chanson 2010[6]
- Gala des prix Trille Or (APCMO) en 2011[7] :
  - Prix du « Meilleur album »
  - Prix du « Meilleur auteur, compositeur ou auteur-compositeur par excellence »
  - Prix du « Meilleur interprète masculin par excellence »
  - Prix du « Meilleur spectacle »
  - Prix de l'« Artiste solo ou groupe franco-ontarien s’étant le plus illustré à l’extérieur de la province »
  - Prix « Coup de cœur des médias  »
  - Nomination au prix du « Meilleur clip »
  - Nomination au prix de la « Meilleure pochette »